# Barcode Brothers
Barcode Brothers – duński duet muzyczny tworzący muzykę trance. Najpopularniejsze piosenki tego zespołu to "Dooh Dooh" oraz "SMS".

## Dyskografia

### Albumy
- 2000: Swipe Me
- 2002: BB02

### Single
- 1998: "These Boots Are Made For Walking"
- 1999: "Dooh Dooh"
- 2000: "Tele"
- 2000: "Train"
- 2000: "It's a Fine Day"
- 2000: "Flute"
- 2002: "SMS"